# Nível de serviço
Segundo o filosofo: Platão, no livro A Republica. Nível de serviço é a base de visualização macro, de uma sociedade, analogia presente no quarto e sétimo livro dessa obra. onde discute a justiça, e igualdade do cidadão grego. composto por dez partes (dez livros) e aborda diversos temas como: política, educação, imortalidade da alma, etc. Entretanto, o tema principal e eixo condutor do diálogo é a justiça. 
No texto, Sócrates (469-399 a.C.) é o personagem principal, narra em primeira pessoa e é responsável pelo desenvolvimento das ideias. Essa é a principal e mais complexa obra de Platão, onde estão presentes os principais fundamentos de sua filosofia.
A República (Politeia) idealizada pelo filósofo se refere a uma cidade ideal, chamada de Kallipolis (em grego, "cidade bela"). Nela, deveria ser adotado um novo tipo de aristocracia. Diferente da aristocracia tradicional, baseada em bens e na tradição, a proposta do filósofo é que esta possua como critério o conhecimento.
A Kallipolis estaria dividida em estratos sociais baseados no conhecimento e seria governada pelo "rei-filósofo". Os magistrados, responsáveis pelo governo da cidade, seriam aqueles que possuíssem uma aptidão natural para o conhecimento, e, somente após um longo período de formação, estariam preparados para ocupar os devidos cargos.
Esse sistema de governo é chamado de sofocracia, que vem das palavras gregas sophrós (sábio) e kratia (poder) e é representado como "o governo dos sábios". 
Justiça é um conceito abstrato que se refere a um estado ideal de interação social em que há um equilíbrio, que por si só, deve ser razoável e imparcial entre os interesses, riquezas e oportunidades entre as pessoas envolvidas em determinado grupo social. Trata-se de um conceito presente no estudo do direito, filosofia, ética, moral e religião. Suas concepções e aplicações práticas variam de acordo com o contexto social e sua perspectiva interpretativa, sendo comumente alvo de controvérsias entre pensadores e estudiosos.
Em um sentido mais amplo, pode ser considerado como um termo abstrato que designa o respeito pelo direito de terceiros, a aplicação ou reposição do seu direito por ser maior em virtude moral ou material. A justiça pode ser reconhecida por mecanismos automáticos ou intuitivos nas relações sociais, ou por mediação através dos tribunais, através do Poder Judiciário.
Na Grécia, a justiça era representada por uma deusa, Têmis, e mais tarde, Dice, que era representada de olhos abertos. Já na Roma Antiga, a Justiça (Iustitia) era representada por uma estátua com olhos vendados, cujos valores máximos seriam: "todos são iguais perante a lei" e "todos têm iguais garantias legais", ou ainda, "todos têm direitos iguais". A justiça deve buscar a igualdade entre os cidadãos.
Justiça também "é uma das quatro virtudes cardinais", e ela, segundo a doutrina da Igreja Católica, consiste "na constante e firme vontade de dar aos outros o que lhes é devido" (CCIC, n. 381).
Igualdade é a inexistência de desvios ou incongruências sob determinado ponto de vista, entre dois ou mais elementos comparados, sejam objetos, indivíduos, ideias, conceitos ou quaisquer coisas que permitam que seja feita uma comparação.[carece de fontes]
Especificamente no âmbito da Política, o conceito de igualdade descreve a ausência de diferenças de direitos e deveres entre os membros de uma sociedade. Em sua concepção clássica, a ideia de sociedade igualitária começou a ser cunhada durante o Iluminismo, para idealizar uma realidade em que não houvesse distinção jurídica entre nobreza, burguesia, clero e escravos. Mais recentemente, o conceito foi ampliado para incluir também a igualdade de direitos entre gêneros, classes, etnias, orientações sexuais, etc.[carece de fontes]
Durante a Revolução Francesa, o termo igualdade compunha a palavra de ordem dos revolucionários, Liberdade, Igualdade, Fraternidade.
No contexto da pós-modernidade, a ideia de igualdade tem sido gradualmente abandonada e preterida pela ideia de diversidade.[carece de fontes]
Juridicamente, a igualdade é uma norma que impõe tratar todos da mesma maneira. Mas a partir desse conceito inicial, temos muitos desdobramentos e incertezas. A regra básica é que os iguais devem ser tratados da mesma forma (por exemplo o peso do voto de todos os eleitores deve ser igual). Mas como devemos tratar os desiguais, por exemplo, os ricos e os pobres. Se fala em igualdade formal quando todos são tratados da mesma maneira e em igualdade material quando os mais fracos recebem um tratamento especial no intuito de se aproximar aos mais fortes.